# Mieczysław Połeć
Mieczysław Połeć (ur. 25 sierpnia 1910 w Koprusie – ob. część Stąporkowa, zm. 19 maja 1976) – polski formierz, wędkarz i polityk, poseł na Sejm PRL IV i V kadencji.

## Życiorys
Uzyskał wykształcenie podstawowe, z zawodu formierz. Pracował jako brygadzista w Odlewni Żeliwa Niekłań w Stąporkowie i formierz w Niekłańskich Zakładach Odlewniczych, wyróżniony Odznaką Przodownika Pracy. W latach 1958–1961 pełnił funkcję prezesa koła miejskiego Polskiego Związku Wędkarskiego w Stąporkowie. Był radnym Wojewódzkiej Rady Narodowej i członkiem plenum Komitetu Powiatowego Polskiej Zjednoczonej Partii Robotniczej. W 1965 i 1969 uzyskiwał mandat posła na Sejm PRL w okręgu Końskie, przez dwie kadencje zasiadał w Komisji Pracy i Spraw Socjalnych.

## Odznaczenia
- Złoty Krzyż Zasługi
- Medal 10-lecia Polski Ludowej (1955)[2]
- Odznaka 1000-lecia Państwa Polskiego (1966)[3]